# 名古屋金山ホテル
名古屋金山ホテル（なごやかなやまホテル）は、愛知県名古屋市中区の金山駅前にあるビジネスホテルである。

## 概要
タクシー会社である宝交通とワシントンホテルの提携により、「金山ワシントンホテル」として開業した。
2013年（平成25年）12月から2015年（平成27年）5月にかけて、営業しながらリニューアル工事を実施した。
2015年（平成27年）5月1日にワシントンホテルとのフランチャイズ契約満了に伴い、リニューアルを行い、名称を「名古屋金山ホテル」に改称。直営ホテルとなった 。

## 施設
ホテルの9階に「旅籠茶家かやかや」というレストランがあり、ホテル利用者の朝食バイキングの会場としても使用される。
2階には貸し会議室があり、人数・利用目的に応じて選択できる。
大浴場がある。
ホテル建物の1階には、マクドナルドとファミリーマートが入居している。

## 周辺施設
- 金山駅（金山総合駅）
- 名古屋市民会館（日本特殊陶業市民会館）
- 名古屋国際会議場
- 名古屋市公会堂

飲食店
- 藤一番
- 博多一風堂
- 松屋
- 世界の山ちゃん
- ふらんす亭
- 牛角
- かに本家
- スターバックス
- ドトールコーヒー
- ミスタードーナツ

※ 飲食店が多いアスナル金山にも近い。